# Masters de tennis masculin 1975
Le Masters Grand Prix 1975 est la 6e édition du Masters de tennis masculin, qui réunit les huit meilleurs joueurs disponibles en fin de saison ATP en simple. Les quatre meilleures équipes de double sont également réunies pour la 2e fois.

## Faits marquants
Battu de justesse face à Guillermo Vilas sur le gazon de Melbourne l'année précédente, Ilie Năstase remporte à nouveau les Masters, son quatrième titre dans l'épreuve. En l'absence du numéro un mondial Jimmy Connors, il bat aisément Björn Borg en finale.
Arthur Ashe quitte le court à 1-6, 7-5, 4-1 contre d'Ilie Năstase à la suite de ces provocations, en effet après avoir sauvé d'un ace une balle de 5-1 pour l'Américain, le Roumain répétait à chaque fois avant de servir "are you ready mister Ashe ?" ; la victoire serra finalement donné à Arthur Ashe.

## Simple

### Participants
| #  | Rang | Joueur          | Pays       |
| -- | ---- | --------------- | ---------- |
| 1. | 2    | Guillermo Vilas | Argentine  |
| 2. | 3    | Björn Borg      | Suède      |
| 3. | 4    | Arthur Ashe     | États-Unis |
| 4. | 5    | Manuel Orantes  | Espagne    |
| 5. | 7    | Ilie Năstase    | Roumanie   |
| 6. | 13   | Raúl Ramírez    | Mexique    |
| 7. | 14   | Adriano Panatta | Italie     |
| 8. | 17   | Harold Solomon  | États-Unis |

### Phase de groupes

#### Groupe 1
Résultats
| Vainqueur       | Vaincu         | Score         |
| Harold Solomon  | Raúl Ramírez   | 5-7, 6-3, 6-3 |
| Guillermo Vilas | Björn Borg     | 7-5, 4-6, 6-1 |
| Björn Borg      | Raúl Ramírez   | 6-3, 6-3      |
| Guillermo Vilas | Harold Solomon | 6-3, 6-4      |
| Björn Borg      | Harold Solomon | 6-2, 6-2      |
| Guillermo Vilas | Raúl Ramírez   | 6-4, 6-0      |

Classement
| #  | Rang | Joueur          | Matches G - P | Sets G - P | Jeux G - P |
| -- | ---- | --------------- | ------------- | ---------- | ---------- |
| 1. | 2    | Guillermo Vilas | 3 - 0         | 6 - 1      | 41 - 23    |
| 2. | 3    | Björn Borg      | 2 - 1         | 5 - 2      | 36 - 27    |
| 3. | 17   | Harold Solomon  | 1 - 2         | 2 - 5      | 28 - 37    |
| 4. | 13   | Raúl Ramírez    | 0 - 3         | 1 - 6      | 23 - 41    |

#### Groupe 2
Résultats
| Vainqueur      | Vaincu          | Score             |
| Arthur Ashe    | Manuel Orantes  | 6-4, 6-1          |
| Ilie Năstase   | Adriano Panatta | 7-6, 3-6, 6-0     |
| Arthur Ashe    | Ilie Năstase    | 1-6, 7-5, 4-1 ab. |
| Manuel Orantes | Adriano Panatta | 6-4, 7-6          |
| Arthur Ashe    | Adriano Panatta | 7-6, 6-3          |
| Ilie Năstase   | Manuel Orantes  | 3-6, 6-4, 6-4     |

Classement
| #  | Rang | Joueur          | Matches G - P | Sets G - P | Jeux G - P |
| -- | ---- | --------------- | ------------- | ---------- | ---------- |
| 1. | 4    | Arthur Ashe     | 3 - 0         | 6 - 1      | 37 - 26    |
| 2. | 7    | Ilie Năstase    | 2 - 1         | 5 - 4      | 43 - 38    |
| 3. | 5    | Manuel Orantes  | 1 - 2         | 3 - 4      | 32 - 37    |
| 4. | 14   | Adriano Panatta | 0 - 3         | 1 - 6      | 31 - 42    |

### Phase finale
|  |                 |            |            |            |            |              |            |   |   |        |        |        |        |        |        |        |
|  | 1/2 finale      | 1/2 finale | 1/2 finale | 1/2 finale | 1/2 finale | 1/2 finale   | 1/2 finale |   |   | Finale | Finale | Finale | Finale | Finale | Finale | Finale |
|  |                 |            |            |            |            |              |            |   |   |        |        |        |        |        |        |        |
|  |                 |            |            |            |            |              |            |   |   |        |        |        |        |        |        |        |
|  | Guillermo Vilas | (1)        | 0          | 3          | 4          |              |            |   |   |        |        |        |        |        |        |        |
|  | Guillermo Vilas | (1)        | 0          | 3          | 4          |              |            |   |   |        |        |        |        |        |        |        |
|  | Ilie Năstase    | (5)        | 6          | 6          | 6          |              |            |   |   |        |        |        |        |        |        |        |
|  | Ilie Năstase    | (5)        | 6          | 6          | 6          | Ilie Năstase | (5)        | 6 | 6 | 6      |        |        |        |        |        |        |
|  |                 |            |            |            |            |              |            | 6 | 6 | 6      |        |        |        |        |        |        |
|  |                 |            | Björn Borg | (2)        | 2          | 2            | 1          |   |   |        |        |        |        |        |        |        |
|  | Björn Borg      | (2)        | Björn Borg | (2)        | 2          | 2            | 1          | 6 | 3 | 6      | 6      |        |        |        |        |        |
|  | Björn Borg      | (2)        |            |            |            |              |            | 6 | 3 | 6      | 6      |        |        |        |        |        |
|  | Arthur Ashe     | (3)        | 4          | 6          | 2          | 2            |            |   |   |        |        |        |        |        |        |        |
|  | Arthur Ashe     | (3)        | 4          | 6          | 2          | 2            |            |   |   |        |        |        |        |        |        |        |

## Double
Mini-championnat entre 4 équipes.
| Équipe                         | Résultat |
| ------------------------------ | -------- |
| Juan Gisbert Manuel Orantes    | 1er      |
| Hans Pohmann Jürgen Fassbender | 2e       |
| Sherwood Stewart Fred McNair   | 3e       |
| Brian Gottfried Raúl Ramírez   | 4e       |